# Chail (Uttar Pradesh)
Chail – miasto w północnych Indiach w stanie Uttar Pradesh, na Nizinie Hindustańskiej.
Populacja miasta w 2001 roku wynosiła 7726 mieszkańców.